# Mistrzostwa Islandii w szachach
Mistrzostwa Islandii w szachach – rozgrywki organizowane od 1913 r., mające na celu wyłonienie najlepszego szachisty w Islandii. W dotychczasowej historii najwięcej tytułów mistrzowskich zdobył Hannes Stefánsson (11).

## Lista zwycięzców
| Rok  | Zwycięzca                                                                             | Zwyciężczyni                     |
| ---- | ------------------------------------------------------------------------------------- | -------------------------------- |
| 1913 | Pétur Zóphóníasson                                                                    |                                  |
| 1914 | Pétur Zóphóníasson                                                                    |                                  |
| 1915 | Pétur Zóphóniasson                                                                    |                                  |
| 1916 | Pétur Zóphóniasson                                                                    |                                  |
| 1917 | Pétur Zóphóniasson                                                                    |                                  |
| 1918 | Eggert Gilfer                                                                         |                                  |
| 1919 | Stefán Olafsson                                                                       |                                  |
| 1920 | Eggert Gilfer                                                                         |                                  |
| 1921 | Stefán Olafsson                                                                       |                                  |
| 1922 | Stefán Olafsson                                                                       |                                  |
| 1923 | Frímann Óskarsson                                                                     |                                  |
| 1924 | Sigurður Jónsson                                                                      |                                  |
| 1925 | Eggert Gilfer                                                                         |                                  |
| 1926 | Sigurður Jónsson                                                                      |                                  |
| 1927 | Eggert Gilfer                                                                         |                                  |
| 1928 | Einar Þorvaldsson                                                                     |                                  |
| 1929 | Eggert Gilfer                                                                         |                                  |
| 1930 | Hannes Hafstein                                                                       |                                  |
| 1931 | Ásmundur Ásgeirsson                                                                   |                                  |
| 1932 | Jón Guðmundsson                                                                       |                                  |
| 1933 | Ásmundur Ásgeirsson                                                                   |                                  |
| 1934 | Ásmundur Ásgeirsson                                                                   |                                  |
| 1935 | Eggert Gilfer                                                                         |                                  |
| 1936 | Jón Guðmundsson                                                                       |                                  |
| 1937 | Jón Guðmundsson                                                                       |                                  |
| 1938 | Baldur Möller                                                                         |                                  |
| 1939 | nie rozegrano                                                                         |                                  |
| 1940 | Einar Þorvaldsson                                                                     |                                  |
| 1941 | Baldur Möller                                                                         |                                  |
| 1942 | Eggert Gilfer                                                                         |                                  |
| 1943 | Baldur Möller                                                                         |                                  |
| 1944 | Ásmundur Ásgeirsson                                                                   |                                  |
| 1945 | Ásmundur Ásgeirsson                                                                   |                                  |
| 1946 | Ásmundur Ásgeirsson                                                                   |                                  |
| 1947 | Baldur Möller                                                                         |                                  |
| 1948 | Baldur Möller                                                                         |                                  |
| 1949 | Guðmundur Arnlaugsson                                                                 |                                  |
| 1950 | Baldur Möller                                                                         |                                  |
| 1951 | Lárus Johnsen                                                                         |                                  |
| 1952 | Friðrik Ólafsson                                                                      |                                  |
| 1953 | Friðrik Ólafsson                                                                      |                                  |
| 1954 | Guðmundur S. Guðmundsson                                                              |                                  |
| 1955 | nie rozegrano                                                                         |                                  |
| 1956 | Ingi R. Jóhannsson                                                                    |                                  |
| 1957 | Friðrik Ólafsson                                                                      |                                  |
| 1958 | Ingi R. Jóhannsson                                                                    |                                  |
| 1959 | Ingi R. Jóhannsson                                                                    |                                  |
| 1960 | Freysteinn Þorbergsson                                                                |                                  |
| 1961 | Friðrik Ólafsson                                                                      |                                  |
| 1962 | Friðrik Ólafsson                                                                      |                                  |
| 1963 | Ingi R. Jóhannsson                                                                    |                                  |
| 1964 | Helgi Ólafssson (senior)                                                              |                                  |
| 1965 | Guðmundur Sigurjónsson                                                                |                                  |
| 1966 | Gunnar Gunnarsson                                                                     |                                  |
| 1967 | Björn Þorsteinsson                                                                    |                                  |
| 1968 | Guðmundur Sigurjónsson                                                                |                                  |
| 1969 | 1. Friðrik Ólafsson 2. Guðmundur Sigurjónsson 3. Haukur Angantýsson                   |                                  |
| 1970 | 1. Ólafur Magnússon 2. Magnús Sólmundarson 3. Björn Þorsteinsson                      |                                  |
| 1971 | 1. Jón Kristinsson 2. Freysteinn Þorbergsson 3. Björn Þorsteinsson                    |                                  |
| 1972 | 1. Guðmundur Sigurjónsson 2. Björn Þorsteinsson                                       |                                  |
| 1973 | 1. Ólafur Magnússon 2. Ingvar Ásmundsson 3. Júlíus Fridjonsson                        |                                  |
| 1974 | 1. Jón Kristinsson 2. Ingvar Ásmundsson 3. Björgvin Víglundsson                       |                                  |
| 1975 | 1. Björn Þorsteinsson                                                                 | Guðlaug Þorsteinsdóttir          |
| 1976 | 1. Haukur Angantýsson                                                                 | Birna Norðdahl                   |
| 1977 | 1. Jón Árnason                                                                        | Ólöf Þráinsdóttir                |
| 1978 | 1. Helgi Ólafsson                                                                     | Ólöf Þráinsdóttir                |
| 1979 | 1. Ingvar Ásmundsson 2. Björn Þorsteinsson 3. Haukur Angantýsson                      | Áslaug Kristinsdóttir            |
| 1980 | 1. Jóhann Hjartarson                                                                  | Birna Norðdahl                   |
| 1981 | 1. Helgi Ólafsson 2. Elvar Guðmundsson 3. Jóhann Hjartarson                           | Sigurlaug Friðþjófsdóttir        |
| 1982 | 1. Jón Árnason 2. Jóhann Hjartarson 3. Sævar Bjarnason                                | Guðlaug Þorsteinsdóttir          |
| 1983 | 1. Hilmar Karlsson                                                                    | Áuslaug Kristinsdóttir           |
| 1984 | 1. Jóhann Hjartarson                                                                  | Ólöf Þráinsdóttir                |
| 1985 | 1. Karl Þorsteins                                                                     | Guðfridur Lilja Gretarsdóttir    |
| 1986 | 1. Margeir Pétursson 2. Jóhann Hjartarson 3. Guðmundur Sigurjónsson                   | Guðfridur Lilja Gretarsdóttir    |
| 1987 | 1. Margeir Pétursson 2. Helgi Ólafsson 3. Karl Þorsteins                              | Guðfridur Lilja Gretarsdóttir    |
| 1988 | 1. Jón Árnason                                                                        | Guðfridur Lilja Gretarsdóttir    |
| 1989 | 1. Karl Þorsteins                                                                     | Guðlaug Þorsteinsdóttir          |
| 1990 | 1. Héðinn Steingrímsson                                                               | Guðfridur Lilja Gretarsdóttir    |
| 1991 | 1. Helgi Ólafsson 2. Margeir Pétursson 3. Karl Þorsteins                              | Guðfridur Lilja Gretarsdóttir    |
| 1992 | 1. Helgi Ólafsson                                                                     | Guðfridur Lilja Gretarsdóttir    |
| 1993 | 1. Helgi Ólafsson 2. Þröstur Þórhallsson 3. Hannes Stefánsson                         | Guðfridur Lilja Gretarsdóttir    |
| 1994 | 1. Jóhann Hjartarson 2. Helgi Ólafsson 3. Hannes Stefánsson                           | Áslaug Kristinsdóttir            |
| 1995 | 1. Jóhann Hjartarson 2. Hannes Stefánsson 3. Ágúst Sindri Karlsson                    | Ína Björg Árnadóttir             |
| 1996 | 1. Helgi Ólafsson 2. Jóhann Hjartarson 3. Margeir Pétursson                           | Anna Björg Þorgrímsdóttir        |
| 1997 | 1. Jóhann Hjartarson 2. Hannes Stefánsson 3. Þröstur Þórhallsson                      | Guðfridur Lilja Gretarsdóttir    |
| 1998 | 1. Hannes Stefánsson 2. Helgi Áss Grétarsson 3. Jón Gunnarsson                        | Ingibjörg Edda Birgsdóttir       |
| 1999 | 1. Hannes Stefánsson 2. Helgi Áss Grétarsson 3. Jón Viðarsson                         | Ingibjörg Edda Birgisdóttir      |
| 2000 | 1. Jón Gunnarsson 2. Þröstur Þórhallsson 3. Stefán Kristjánsson                       | Harpa Ingólfsdóttir              |
| 2001 | 1. Hannes Stefánsson 2. Þröstur Þórhallsson 3. Bragi Þorfinnsson                      | Guðfridur Lilja Gretarsdóttir    |
| 2002 | 1. Hannes Stefánsson 2. Helgi Áss Grétarsson 3. Bragi Þorfinnsson                     | Guðlaug Þorsteinsdóttir          |
| 2003 | 1. Hannes Stefánsson 2. Þröstur Þórhallsson 3. Ingvar Þór Jóhannesson                 | Guðfridur Lilja Gretarsdóttir    |
| 2004 | 1. Hannes Stefánsson 2. Helgi Áss Grétarsson 3. Bragi Þorfinnsson Þröstur Þórhallsson | Harpa Ingólfsdóttir              |
| 2005 | 1. Hannes Stefánsson 2. Stefán Kristjánsson 3. Jón Gunnarsson                         | Guðlaug Þorsteinsdóttir          |
| 2006 | 1. Hannes Stefánsson 2. Henrik Danielsen 3. Stefán Kristjánsson                       | Lenka Ptáčníkova                 |
| 2007 | 1. Hannes Stefánsson 2. Stefán Kristjánsson 3. Bragi Þorfinnsson                      | Guðlaug Þorsteinsdóttir          |
| 2008 | 1. Hannes Stefánsson 2. Henrik Danielsen 3. Þröstur Þórhallsson                       | Hallgerður Helga Þorsteinsdóttir |
| 2009 | 1. Henrik Danielsen 2. Bragi Þorfinnsson 3. Jón Gunnarsson                            | Lenka Ptáčníkova                 |
| 2010 | 1. Hannes Stefánsson 2. Björn Þorfinnsson 3. Stefán Kristjánsson                      | Lenka Ptáčníkova                 |
| 2011 | 1. Héðinn Steingrímsson 2. Bragi Þorfinnsson 3. Henrik Danielsen                      | Elsa Maria Kristínardóttir       |
| 2012 | 1. Þröstur Þórhallsson 2. Bragi Þorfinnsson 3. Dagur Arngrímsson                      | Lenka Ptáčníkova                 |
| 2013 | 1. Björn Þorfinnsson 2. Hannes Stefánsson 3. Hjörvar Steinn Grétarsson                | Lenka Ptáčníkova                 |
| 2014 | 1. Guðmundur Kjartansson 2. Héðinn Steingrímsson 3. Hannes Stefánsson                 | Lenka Ptáčníkova                 |
| 2015 | Héðinn Steingrímsson                                                                  | Lenka Ptáčníkova                 |
| 2016 | Jóhann Hjartarson                                                                     | Lenka Ptáċníkova                 |
| 2017 | Guðmundur Kjartansson                                                                 | Lenka Ptáčníkova                 |
| 2018 | Helgi Áss Grétarsson                                                                  | Lenka Ptáčníkova                 |
| 2019 | Hannes Stefánsson                                                                     | Lenka Ptáčníkova                 |
| 2020 | Guðmundur Kjartansson                                                                 | Lenka Ptáčníkova                 |
| 2021 | Hjörvar Steinn Grétarsson                                                             | Lenka Ptáčnikova                 |
| 2022 | Hjörvar Steinn Grétarsson                                                             | Lenka Ptáčníkova                 |
| 2023 | Guðmundur Kjartansson                                                                 | Olga Prudnykova                  |
| 2024 | Helgi Áss Grétarsson                                                                  | Olga Prudnykova                  |

## Mistrzowie Islandii w szachach korespondencyjnych
1. Jón Pálsson - Kristján Guðmundsson (1974-1976)
2. Frank Herlufsen (1978-1980)
3. Hannes Ólafsson (1979-1981)
4. Árni Stefánsson (1980-1982)
5. Jón Pálsson (1981-1983)
6. Haukur Kristjánsson (1982-1984)
7. Jón Þór (1983-1985)
8. Ingimar Halldórsson (1984-1986)
9. Jón Kristinsson (1985-1987)
10. Jón Kristinsson (1986-1988)
11. Árni Stefánsson (1987-1989)
12. Áskell Kárason (1988-1990)
13. Bjarni Magnússon - Jón Kristinsson (1989-1991)
14. Kristján Guðmunsson (1990-1992)
15. Kári Sólmundarson (1991-1993)
16. Magnús Gunnarsson - Baldur Fjölnisson (1992-1994)
17. Jón Kristinsson (1994-1996)
18. Vigfús Vigfússon (1997-1999)
19. Gísli Gunnlaugsson - Hördur Garðarsson (1998-2000)
20. Jónas Jónasson (2002-2004)
21. Jónas Jónasson (2006-2008)[17]
22. Árni Kristjánsson (2010-2012)[18]